# (2231) Durrell
(2231) Durrell (1941 SG) – planetoida z grupy pasa głównego asteroid okrążająca Słońce w ciągu 4,51 lat w średniej odległości 2,73 au. Odkryta 21 września 1941 roku.